# U-Bahnhof Picoas

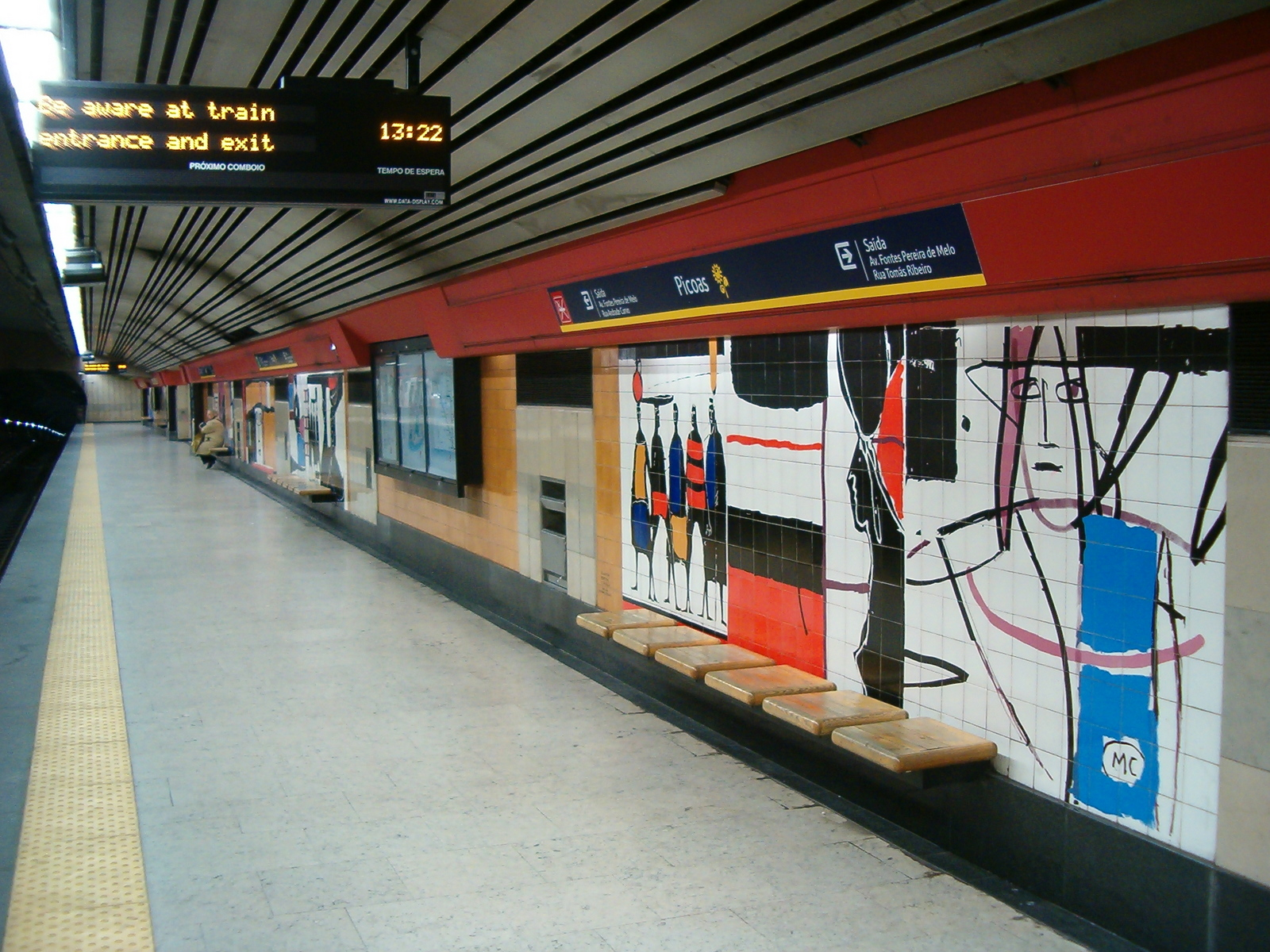
Bahnsteig des U-Bahnhofes Picoas

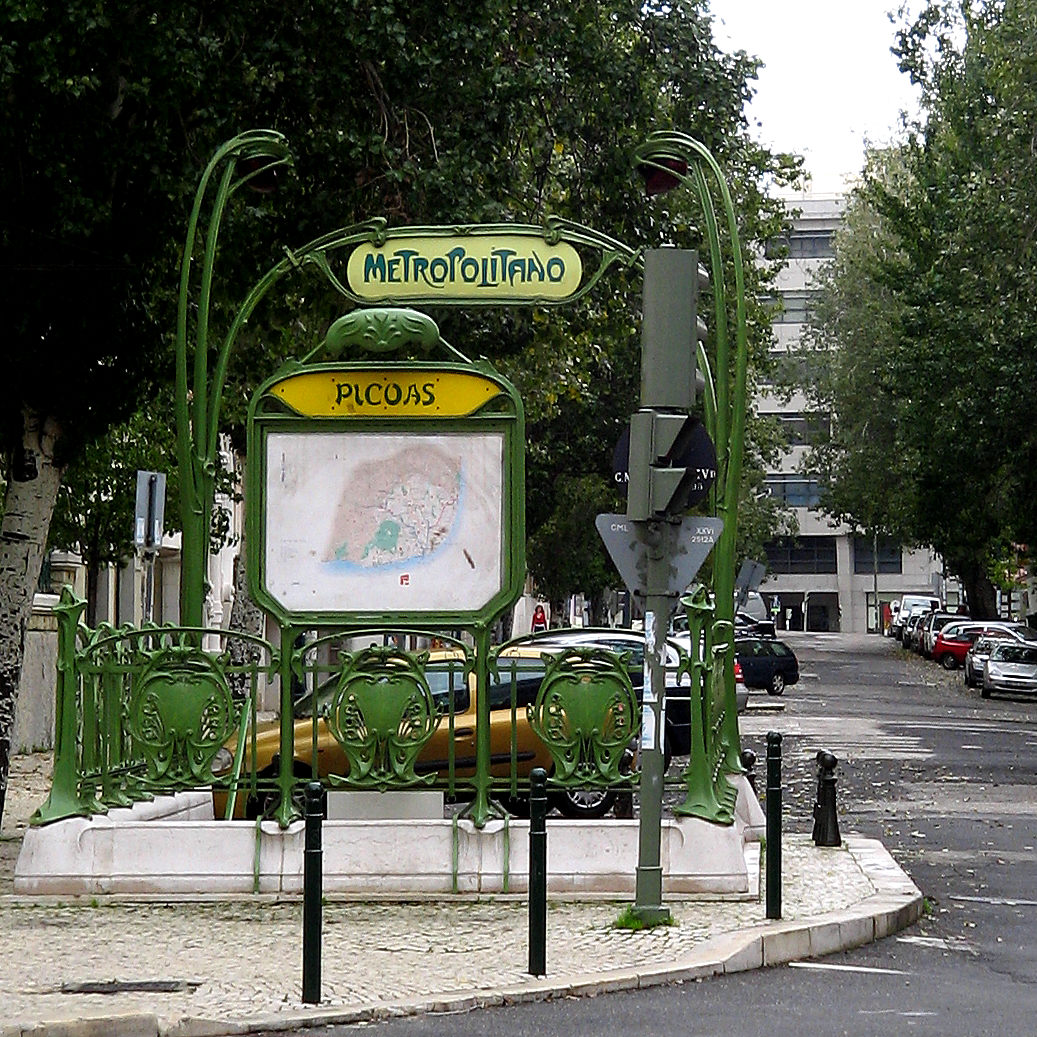
Seit 1995 besitzt der U-Bahnhof einen der bekannten Pariser Guimard-Zugänge

Picoas ist ein U-Bahnhof der Linha Amarela der Metro Lissabon, des U-Bahn-Netzes der portugiesischen Hauptstadt. Der Bahnhof befindet sich unter der Kreuzung Rua Tomás Ribeiro/Avenida Fontes Pereira de Melo und damit direkt auf der Grenze zwischen den beiden Stadtgemeinden Avenidas Novas und Arroios. Die Nachbarstationen des Bahnhofes sind Marquês de Pombal sowie Saldanha. Der Bahnhof ging am 29. Dezember 1959 als einer der elf Bahnhöfe des Lissabonner Ursprungsnetzes in Betrieb.

## Geschichte
Die Lissabonner Stadtverwaltung eröffnete den Bahnhof Picoas feierlich am 29. Dezember 1959 gemeinsam im Zusammenhang mit der kompletten Inbetriebnahme des Lissabonner U-Bahn-Netzes zwischen Restauradores, Sete Rios und Entre Campos. Der Bahnhof, der wie alle Lissabonner U-Bahnhöfe über zwei Seitenbahnsteige verfügt, erhielt die übliche architektonische Ausgestaltung wie alle anderen U-Bahnhöfe. Den Bahnhof selbst entwarf der portugiesische Architekt João Falcão e Cunha, für die architektonische Gestaltung war Maria Keil zuständig. Keil wählte für die üblichen Azulejomuster verschiedene Blau-, Grün- und Weißtöne.
Im Zusammenhang mit dem Ausbau der Metro Lissabon stiegen auch die Fahrgastzahlen bedeutend an. Um auch weiterhin eine gute Betriebsqualität zu sichern, beschloss die Betreibergesellschaft ab 1972 die Bahnsteige, deren Länge bisher zwischen 40 und 70 Meter variierte, auf 105 Meter zu vereinheitlichen. Beim U-Bahnhof Picoas begannen die Arbeiten 1981 und dauerten bis zum 9. November 1982, wobei der südliche Zugang des Bahnhofes verschoben wurde. Für die Planung und Ausarbeitung der Bahnhofsweiterung war Benoliel de Carvalho zuständig.
1994 erfolgte eine komplette Sanierung der beiden Bahnsteige und der Zugänge unter Leitung von Dinis Gomes. Der Künstler Martins Correia wählte für die Neugestaltung des Bahnhofes die Lissabonner Frauen zum Thema. Entlang der Bahnsteigwände sind verschiedene arbeitende Frauen zu sehen – Verkäuferinnen, Fischerinnen etc. Um den Bezug zu Lissabon herzustellen, werden die schwarz-weiße Lissabonner Flagge sowie das Stadtwappen bestehend aus einem Schiff mit zwei Raben stilisiert dargestellt. Für den nördlichen Ausgang entwarf Martins eine Statue der Pomona, der griechischen Göttin des Obstsegens.
Für die Umgestaltung schenkte die Betreibergesellschaft der Pariser Métro, die RATP, dem U-Bahnhof Picoas einen der bekannten Guimard-Eingänge. Diese grazilen Eingänge im Stile des Jugendstils sind prägend für die Pariser Métro und wurde bisher nur in Ausnahmefällen an andere Betriebe verschenkt, unter anderem auch an die Metro von Montreal. Der Guimard-Zugang ersetzte den bisherigen südlichen, der zur Straße Rua Andrade Corvo führt.
Da der Bahnhof derzeit nur Steintreppen zum Verlassen des Bahnsteigs besitzt, gilt dieser als nicht barrierefrei. Ein Einbau von Aufzügen ist erst mittel- bis langfristig geplant.

## Verlauf
Am U-Bahnhof bestehen Umsteigemöglichkeiten zu den Buslinien der Carris.
| Linie | Verlauf |
| ----- | --- |
|       | Odivelas – Senhor Roubado – Ameixoeira – Lumiar – Quinta das Conchas – Campo Grande – Cidade Universitária – Entre Campos – Campo Pequeno – Saldanha – Picoas – Marquês de Pombal – Rato |